# ラフロイグ蒸溜所
座標: 北緯55度37分55秒 西経06度08分58秒 / 北緯55.63194度 西経6.14944度

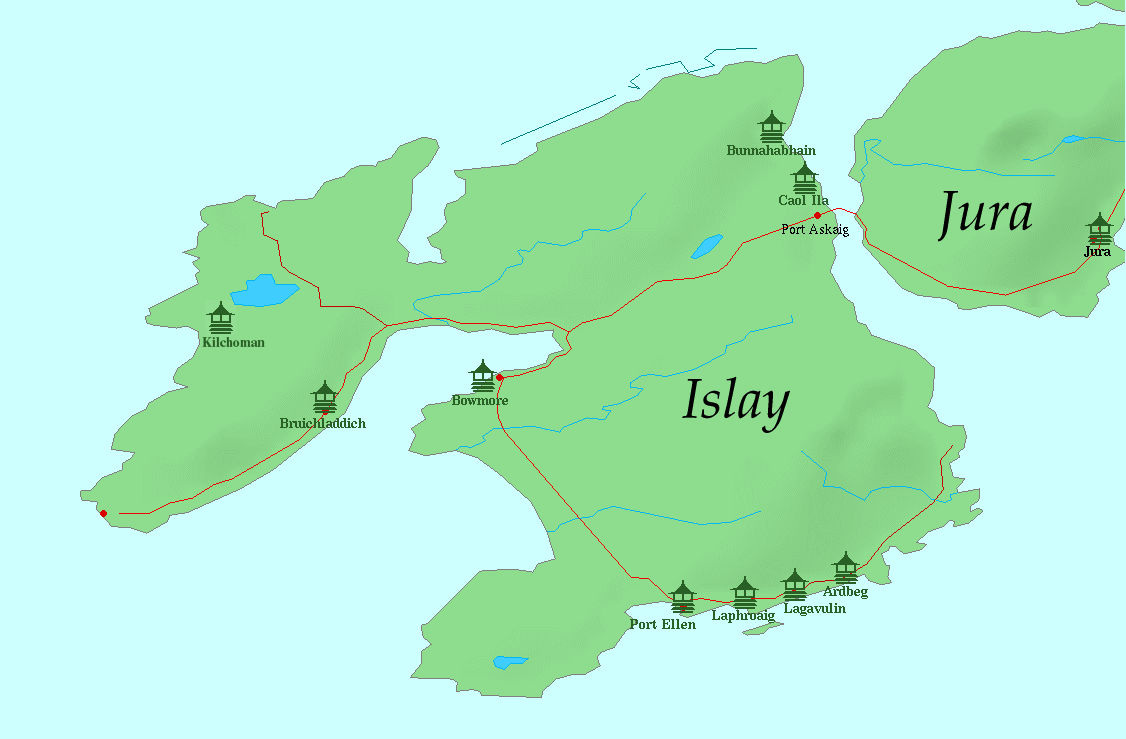
アイラ島の蒸留所

ラフロイグ蒸溜所 (Laphroaig Distillery) は、サントリーグローバルスピリッツが保有するスコットランド西海岸沖に浮かぶアイラ島に所在するシングルモルト・スコッチ・ウイスキーの蒸留所である。
独特の強烈なピート（泥炭）香を持つのが特徴。ラフロイグとは、ゲール語で「広い湾のそばの美しい窪地」を意味する。

## 歴史

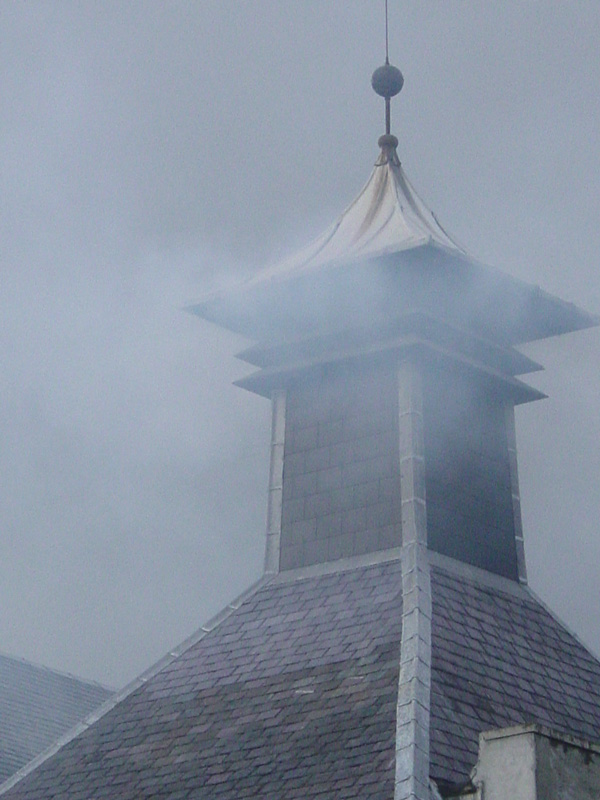
キルン（麦芽の乾燥塔）の屋根にある特徴的なパゴタ型の煙突（ラフロイグ蒸留所）

創業者のジョンストン兄弟はドナルド氏族に属し、もとは「マッケイブス」と名乗っていたが、ジャコバイト蜂起に失敗した後に名前を変え、1810年ごろにアイラ島のラフロイグに定住した。ジョンストン兄弟は牧畜と並行して家畜の飼料となる大麦でウイスキーを造り、兄弟が蒸留したラフロイグのウイスキーは島内で評判となった。1815年にジョンストン兄弟は家畜の飼育を止めてウイスキー蒸留一本に絞り、ラフロイグ蒸留所を設立した。
兄弟の子孫が蒸留所の経営を引き継いだが、1887年に経営権はハンター家に移る。
1954年、オーナーのイアン・ハンターが死去。遺言により、経営権はイアンのマネージャーをしていたベッシー・ウィリアムスへ譲渡される。ベッシーは元々ウイスキーの蒸溜とは無縁な会社員であり、アイラ島へはアルバイトとして訪れた。スコッチ・ウイスキー史上最初の女性の蒸留所所長となったベッシーにより、現在のラフロイグの製造プロセスが確立された独自のフロアモルティングと品質を保持しつつ生産性を高めることに成功し、またテネシー産のバーボン樽が導入される。ベッシーは1970年まで所長を務め、現在のラフロイグの名声はベッシーによるところが大きいと言われている。
1960年代にはロング・ジョン・インターナショナル社に売却され、その後、アライド・ドメック社の一部となる。
2005年、ペルノ・リカール社がフォーチュンブランズ社をパートナーとしてアライド・ドメック社を買収。
2011年、フォーチュンブランズ社の蒸留酒部門が分社化され、ラフロイグ蒸留所はビーム社の一部となる。
2014年、サントリーホールディングスがビーム社を買収、ビーム社はビーム サントリー（現：サントリーグローバルスピリッツ）と改称した。現在はサントリーホールディングスがサントリーグローバルスピリッツを介してラフロイグ蒸留所を所有している。
チャールズ3世御用達のウイスキーであることも有名であり、モルトウイスキーで初めてプリンス・オブ・ウェールズ御用達の認定を受けた。その証明としてラベル上部の真ん中にそれを証明する「プリンス・オブ・ウェールズ」のマークが描かれている。

## テイスト
ラフロイグは、最も強いフレーバーを持つスコッチウイスキーの一つと考えられている。通常、10年まで熟成が進むが、15年ものも珍しくない。しかし、30年もの、40年ものは稀である。熟成の際にスピリッツが詰められる樽は、バーボンのファーストフィル（熟成したバーボン・ウイスキーを取り出したばかりの樽）のみが使用される。
小さく胴がくびれたポットスチルを使用することでカットが遅くなり、最後の方のカットで絞り込まれるフェノールの値が最大になる。
歴史的なウイスキーのテイストを再現するためにラフロイグは実験を行い、2006年、「ラフロイグ・クォーター・カスク」が発売された。より小さな樽を用い、冷却濾過を避けることによって、100年前のウイスキーのような味がするとされる。
一般にウィスキーは加水することによって香りが引き立つ（テイスティングの作法では同量の水を加える）とされるが、一部の人々からは、このウイスキーのピート香をより強める方法として、わずか一滴の水を加えることが好まれている。

### テイスティングノーツ
海藻やコケが多量に含まれているピート、独自のフロアモルティング（大麦の発芽）、仕込み水に使用されるピートが溶け込んだサーネイグ・バーン川の水はラフロイグに独特の香りを付加する。ウイスキー愛飲家でさえ大好きか大嫌いか両極端に分かれる極めて個性の強いモルトであり、ラフロイグのテイストはとっつきにくい。
そのフェノリックでピーティなニュアンスは、「瓶詰めの煙」、ヨードチンキ、海藻、あるいは、消毒剤（日本ではしばしば正露丸）にすら例えられてきた。しかし、この強烈な風味はバーボン樽が持つ甘さによって和らげられる。アメリカで禁酒法が施行された時代、ラフロイグ蒸留所は「この液体は酒ではなく薬の臭いだ」と主張して、合法的にウイスキーを販売した。しかし、ラフロイグを好む人は「そこがいい」と思っているようである。

## ラインナップ（日本向け）
- ラフロイグ10年
- ラフロイグ・セレクトカスク

イギリス国内では次のラインナップが用意されている。
- ラフロイグ10年・カスクストレングス
- ラフロイグ16年
- ラフロイグ18年
- ラフロイグ25年
- ラフロイグ25年・カスクストレングス
- ラフロイグ27年
- ラフロイグ30年
- ラフロイグ40年
- ラフロイグ・クォーターカスク

## フレンズ・オブ・ラフロイグ・クラブ
1994年、「フレンズ・オブ・ラフロイグ・クラブ」が設立された。メンバーはアイラ島の土地1平方フィートの終身賃借権を与えられる。賃借料は一杯のラフロイグで、蒸留所を訪問するか、通常販売品を購入後オンラインで直ちにもらうことができる。